# Campeonato de Cataluña de balonmano a once
En enero de 1944 se organizaba el primer torneo oficial de balonmano en Cataluña, el Trofeo Antonio Correa Veglison, gobernador Civil de Barcelona. Fue una competición en la especialidad de balonmano a once. El torneo reunió a ocho equipos y fue ganado por el PAYT (Policía Armada y Tráfico). El mismo año se comenzó a disputar el Campeonato de Cataluña de balonmano a once. El gran dominador fue el F.C. Barcelona. La última edición, con la pérdida de seguidores debido a la nueva modalidad de balonmano a siete, fue en la campaña de 1959.

## Historial
| Año  | Campeón           | Subcampeón        |
| ---- | ----------------- | ----------------- |
| 1944 | FC Barcelona      | FJ Barcelona      |
| 1945 | FC Barcelona      | I. Vallvidriera   |
| 1946 | FC Barcelona      | I. Vallvidriera   |
| 1947 | FC Barcelona      | S.E.U. Barcelona  |
| 1948 | S.E.U. Barcelona  | F.C. Barcelona    |
| 1949 | FC Barcelona      | S.E.U. Barcelona  |
| 1950 | U.A. Sant Gervasi | F.C. Barcelona    |
| 1951 | FC Barcelona      | U.A. Sant Gervasi |
| 1952 | CF Badalona       | F.C. Barcelona    |
| 1953 | U.A. Sant Gervasi | CF Badalona       |
| 1954 | FC Barcelona      | BM Granollers     |
| 1955 | FC Barcelona      | CD Sabadell       |
| 1956 | BM Granollers     | CF Arrahona       |
| 1957 | FC Barcelona      | BM Granollers     |
| 1958 | FC Barcelona      | CF Arrahona       |
| 1959 | BM Granollers     | CD Sabadell       |

- El día 1 de febrero de 1959, en el campo de les Corts de Barcelona, se disputaría el último encuentro de balonmano en su modalidad a once jugadores entre el BM Granollers y el CD Sabadell en la final del Campeonato de España, venciendo el equipo del Vallés Oriental.

- Datos: Q5477508